# 今岡信一良
今岡 信一良（いまおか しんいちろう、1881年（明治14年）9月16日 - 1988年（昭和63年）4月11日）は、日本の教育者、宗教家、翻訳家。
正則学院名誉理事、日本自由宗教連盟、東京帰一教会各会長、神学博士。

## 略歴
- 1881年9月16日、新三郎の三男として島根県斐川町に生まれる。旧制松江中学時代にキリスト教の洗礼を受けて、クリスチャンとなる。
- 1906年（明治39年）、東京帝国大学哲学科宗教学を卒業。
- 1912年（明治45年）、東京帝国大学姉崎正治研究室の副手となる。
- 1915年（大正4年）、ハーバード大学に留学、大学院まで進み、神学課程を修了する。
- 1925年（大正14年）、正則学院の校長に就任、1973年（昭和48年）まで48年間務める。
- 1948年（昭和23年）、日本自由宗教連盟と東京帰一教会を設立する。
- 1988年4月11日午前10時58分、肺炎のため東京都内の病院で死去、106歳。当時、東京都内の男性最高齢であった。墓所は多磨霊園。

その他、兵庫基督教会牧師・日本大学講師・新目黒計器会長などを歴任した。

## 褒章
- 1950年（昭和25年） 藍綬褒章
- 1965年（昭和40年） 勲四等瑞宝章

## 著書
- 『わが自由宗教の百年 人生大学に卒業なし』（大蔵出版） 1982
- 『百歳の青年二人、大いに語る』（物集高量共著、竹井出版、致知選書） 1984

## 翻訳
- 『新神学』（R・J・キャンベル、北文館） 1912
- 『神ながらの道』（J・W・T・メーソン、冨山房） 1933
  - 『神ながらの道 日本人のアイディンティティ（個性）と創造性の再発見』（たま出版） 1989
  - 『神道の本義』（冨山房インターナショナル） 2019
- 『神道神話の精神』（J・W・T・メーソン、冨山房） 1940
  - 『神道神話の精神 復刻』（ゆまに書房、神話学名著選集） 2005 - 松村一男, 平藤喜久子解説

## 参考
- 『日本紳士録』第69版（交詢社） 1986年
- 朝日新聞 1988年4月12日